# Mehmet Toner
Pour les articles homonymes, voir Toner (homonymie).
Mehmet Toner (né en 1958) est un ingénieur biomédical turc. Il est professeur de chirurgie Helen Andrus Benedict au Massachusetts General Hospital (MGH) et à la Harvard Medical School, avec une nomination conjointe en tant que professeur à la Division Harvard-MIT des sciences et technologies de la santé (HST).
Il est cofondateur et directeur associé du Centre d'ingénierie en médecine (CEM) du MGH et directeur du programme de recherche et d'éducation en génie biomédical au MGH. Il fait partie du personnel scientifique principal de l'Hôpital Shriners pour enfants. Il est le directeur fondateur du BioMicroElectroMechanical Systems ou BioMEMS Resource Center du National Institute of Health au MGH.
Il est reconnu pour ses contributions aux domaines de la cryobiologie et de la bioconservation, ainsi qu'au domaine plus large du génie biomédical. Il développe des techniques de microtechnologie et de nanotechnologie destinées à la médecine clinique, notamment pour le traitement du cancer. Il est élu à l'Institut américain d'ingénierie médicale et biologique (AIMBE), à la National Academy of Inventors (NAI), à la l'Académie nationale d'ingénierie des États-Unis (NAE), et à la National Academy of Medicine.

## Parcours scolaire
Il naît à Istanbul, en Turquie, en 1958. Il obtient son baccalauréat ès sciences en génie mécanique à l'Université technique d'Istanbul en 1983 et sa maîtrise en génie mécanique au MIT en 1985. Puis, il étudie l'ingénierie médicale à la Division Harvard-MIT des sciences et technologies de la santé (HST), décrochant alors son doctorat en 1989. Il effectue des travaux postdoctoraux sous la direction de Martin Yarmush et Ronald G. Tompkins au MGH.

## Carrière
En 1989, il rejoint la faculté du Massachusetts General Hospital (MGH) et devientprofesseur adjoint en génie biomédical à la Harvard Medical School. Il devient professeur agrégé en 1996 et professeur en 2002. Il est nommé conjointement professeur de sciences et technologies de la santé pour le programme Harvard-MIT en sciences et technologies de la santé.
En 1995, il cofonde le Centre d'ingénierie en médecine (CEM) au MGH en devenant directeur associé. Cette même année, il fonde également le programme de recherche et d’enseignement en génie biomédical à l’HGM, dont il devient le directeur. En 2004, il devient directeur fondateur du centre de ressources NIH BioMicroElectroMechanical Systems (BioMEMS) au MGH.
En 1999, il contribue à la création de la Revue annuelle du génie biomédical, en tant que rédacteur associé.

## Recherches
Les premiers travaux de Toner se sont concentrés sur la compréhension des lésions cellulaires lors de la cryoconservation et sur la recherche de stratégies optimales pour la préservation cellulaire. Il développe alors une théorie de la formation de glace intracellulaire tout en complétant son doctorat en génie médical à la division Harvard-MIT des sciences et technologies de la santé du Massachusetts Institute of Technology (MIT). Dans le cadre de ces travaux, il propose le tréhalose acétylé comme nouveau cryoprotecteur,.
Les travaux ultérieurs de Mehmet Toner Toner incluent la biodétection, la médecine régénérative et l'ingénierie tissulaire. Il contribue au développement de dispositifs microélectromécaniques et microfluidiques pour la détection du cancer, du SIDA, des anomalies génétiques et des maladies infectieuses. Il reçoit des prix pour le développement de la puce CTC, une micropuce capable d'isoler et de détecter les cellules tumorales circulantes dans le sang périphérique,. Pendant la pandémie de Covid-19, il travaille avec des scientifiques de plusieurs institutions pour développer un test rapide et fiable pour le virus SARS-CoV-2.

## Récompenses
- 2019, membre de la National Academy of Medicine (NAM) des États-Unis[8]
- 2017, membre de la  National Academy of Engineering (NAE) des États-Unis[7]
- 2016, Fellow, US National Academy of Inventors (NAI)[16]
- 2010, Prix de l'équipe de recherche en oncologie thoracique Dana-Farber/Harvard Cancer Center, Association américaine pour la recherche sur le cancer (AACR)[17]
- 2010, Rock Stars of Science, GQ Magazine et Geoffrey Beene Foundation[18]
- 2008, Breakthrough Award, Popular Mechanics »[19]
- 1999, Fellow, Institut américain de génie médical et biologique (AIMBE)[6]
- 1997, John F et Virginia B Taplin Faculté Fellow Award Faculté Fellow Award, Université Harvard et Massachusetts Institute of Technology[20]
- 1995, Prix d'opportunité spéciale de la Fondation Whitaker[5]